# Marius Vaucher
Marius Vaucher, né le 13 mai 1921 à Bienne et mort le 14 mars 2009,, originaire de Fleurier (NE), était un enseignant à l'UNIL, écrivain et peintre vaudois.

## Biographie
Marius Vaucher, après des études de droit à l'Université de Lausanne, effectue un stage chez Lloyds à Londres puis choisit d'enseigner les langues à Neuchâtel, Genève (à l'École de traduction et d'interprétation), puis à Lausanne enfin, à l'université.
Auteur de plusieurs poèmes et romans, Mai 2018 aux éditions de L'Aire en 1974, Marius Vaucher publie en 2005 Vie et passion de Juan Cruz puis Katia chez Factuel Éditions.

## Sources
- « Marius Vaucher », sur la base de données des personnalités vaudoises sur la plateforme « Patrinum » de la Bibliothèque cantonale et universitaire de Lausanne.
- sites et références mentionnés
- 4e de couverture de Mai 2018